# Olympische Sommerspiele 1912/Teilnehmer (Großbritannien)
| Gelbes Symbol für Goldmedaillen mit stilisierten Olympischen Ringen | Graues Symbol für Silbermedaillen mit stilisierten Olympischen Ringen | Braundes Symbol für Bronzemedaillen mit stilisierten Olympischen Ringen |
| ------------------------------------------------------------------- | --------------------------------------------------------------------- | ----------------------------------------------------------------------- |
| 10                                                                  | 15                                                                    | 16                                                                      |

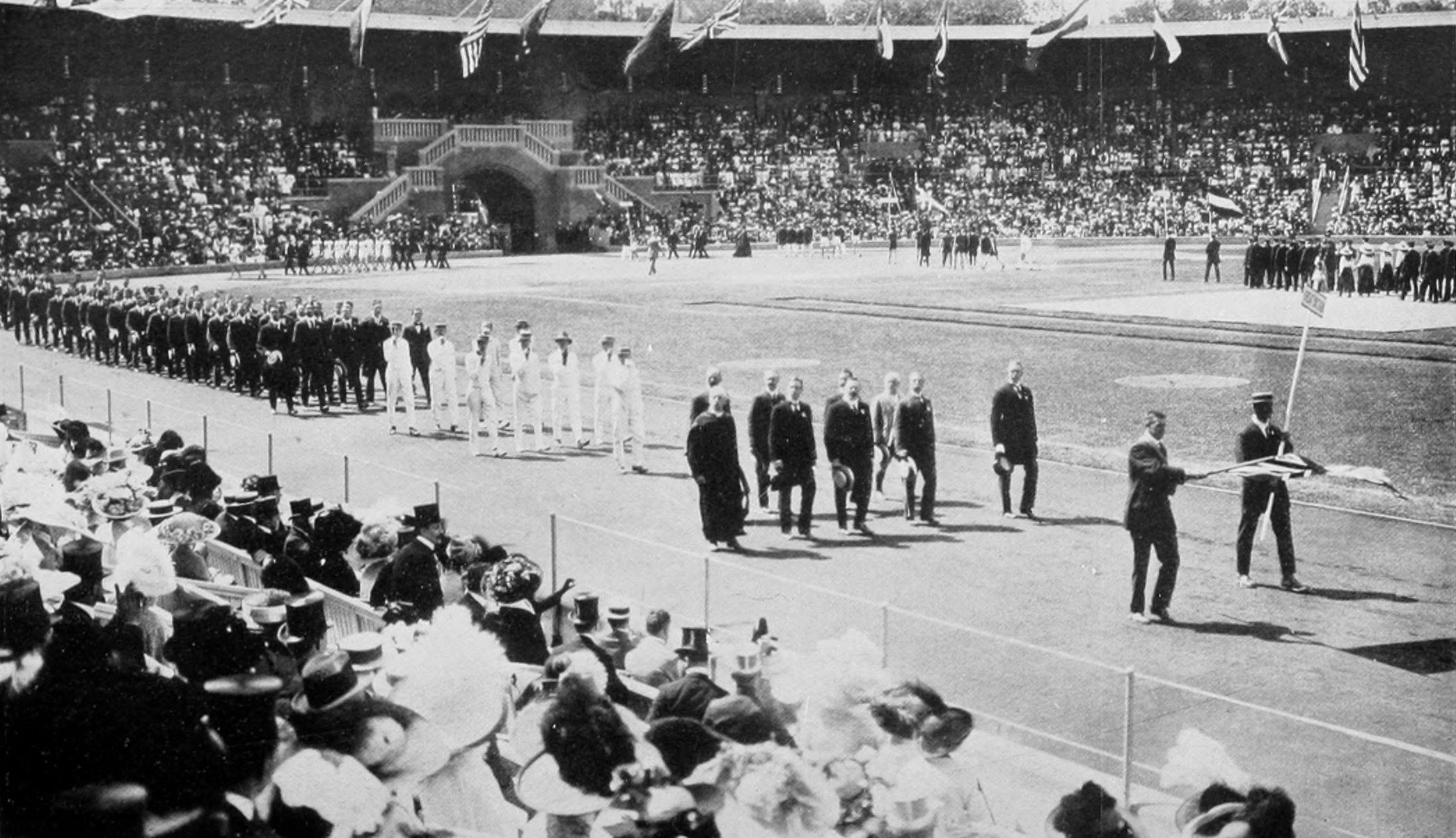
Die Mannschaft aus Großbritannien bei der Eröffnungsfeier

Das Vereinigte Königreich nahm an den Olympischen Sommerspielen 1912 in Stockholm, Schweden, mit 279 Sportlern teil. Dabei konnten die Athleten zehn Gold-, 15 Silber- und 16 Bronzemedaillen gewinnen.

## Medaillengewinner

### Olympiasieger
| Name | Sportart       | Wettkampf                      |
| --- | -------------- | ------------------------------ |
| Arthur Berry Ronald Brebner Thomas Burn Joseph Dines Ted Hanney Gordon Hoare Arthur Knight Henry Littlewort Douglas McWhirter Ivan Sharpe Harold Stamper Harold Walden Vivian Woodward Gordon Wright Trainer: Adrian Birch | Fußball        | Männer                         |
| Arnold Jackson | Leichtathletik | 1500 m                         |
| Willie Applegarth Victor d’Arcy David Jacobs Henry Macintosh | Leichtathletik | 4 × 100 m Staffel              |
| William Kinnear | Rudern         | Einer                          |
| Edgar Burgess Philip Fleming Stanley Garton James Angus Gillan Ewart Horsfall Alister Kirby Sidney Swann Henry Wells Leslie Wormwald                                                                                       | Rudern         | Achter                         |
| Edward Lessimore Robert Murray Joseph Pepé William Pimm | Schießen       | Kleinkaliber 50 m – Mannschaft |
| Jennie Fletcher Isabella Moore Annie Speirs Irene Steer | Schwimmen      | 4 × 100 m Freistil             |
| Edith Hannam | Tennis         | Einzel (Halle), Frauen         |
| Charles Dixon Edith Hannam | Tennis         | Doppel (Halle), Mixed          |
| Isaac Bentham Charles Bugbee George Cornet Arthur Edwin Hill Paulo Radmilovic Charles Sydney Smith George Wilkinson | Wasserball     | Männer                         |

### Silber
| Name | Sportart       | Wettkampf                                           |
| --- | -------------- | --------------------------------------------------- |
| Edgar Amphlett John Blake Percival Davson Arthur Everitt Martin Holt Sydney Martineau Robert Montgomerie Edgar Seligman                      | Fechten        | Degen Mannschaft                                    |
| Ernest Webb | Leichtathletik | 10.000 m Gehen                                      |
| Freddie Grubb | Radsport       | Einzelzeitfahren (320 km)                           |
| Freddie Grubb William Hammond Leon Meredith Charles Moss                                                                                     | Radsport       | Mannschaftsfahren (320 km)                          |
| Julius Beresford Geoffrey Carr Bruce Logan Charles Rought Karl Vernon                                                                        | Rudern         | Vierer mit Steuermann (Ausleger)                    |
| Robert Bourne Beaufort Burdekin William Fison Thomas Gillespie Charles Littlejohn William Parker Frederick Pitman John Walker Arthur Wiggins | Rudern         | Achter                                              |
| William Milne | Schießen       | Kleinkaliber 50 m                                   |
| Henry Burr Arthur Fulton Harcourt Ommundsen Edward Parnell James Reid Edward Skilton                                                         | Schießen       | Armeegewehr Mannschaft                              |
| William Milne Joseph Pepé William Pimm William Styles                                                                                        | Schießen       | Kleinkaliber 25 m – Verschwindendes Ziel Mannschaft |
| John Butt William Grosvenor Charles Palmer Harold Humby Alexander Maunder George Whitaker                                                    | Schießen       | Tontaubenschießen Mannschaft                        |
| Jack Hatfield | Schwimmen      | 400 m Freistil                                      |
| Jack Hatfield | Schwimmen      | 1500 m Freistil                                     |
| Walter Chaffe Joseph Dowler Frederick Humphreys Mathias Hynes Edwin Mills Alexander Munro John Sewell John James Shepherd                    | Tauziehen      | Männer                                              |
| Charles Dixon | Tennis         | Einzel (Halle), Männer                              |
| Helen Aitchison Herbert Roper Barrett | Tennis         | Doppel (Halle), Mixed                               |

### Bronze
| Name | Sportart       | Wettkampf                       |
| --- | -------------- | ------------------------------- |
| Willie Applegarth | Leichtathletik | 200 m                           |
| George Hutson | Leichtathletik | 5000 m                          |
| Ernest Henley George Nicol Cyril Seedhouse James Soutter | Leichtathletik | 4 × 400 m Staffel               |
| Joe Cottrill George Hutson William Moore Edward Owen Cyril Porter | Leichtathletik | 3000 m Mannschaft               |
| Ernest Glover Frederick Hibbins Thomas Humphreys | Leichtathletik | Crosslauf, Mannschaftswertung   |
| Harry Burt | Schießen       | Kleinkaliber 50 m               |
| Charles Stewart | Schießen       | Beliebige Scheibenpistole 50 m  |
| Hugh Durant Albert Kempster Horatio Poulter Charles Stewart | Schießen       | Militärrevolver 30 m Mannschaft |
| Hugh Durant Albert Kempster Horatio Poulter Charles Stewart | Schießen       | Pistole 50 m Mannschaft         |
| Percy Courtman | Schwimmen      | 400 m Brust                     |
| Jennie Fletcher | Schwimmen      | 100 m Freistil                  |
| Thomas Battersby William Foster Jack Hatfield Henry Taylor | Schwimmen      | 4 × 200 m Freistil              |
| Alfred Beamish Charles Dixon | Tennis         | Doppel (Halle), Männer          |
| Mabel Parton | Tennis         | Einzel (Halle), Frauen          |
| Albert Betts William Cowhig Sidney Cross Harry Dickason Herbert Drury Bernard Franklin Leonard Hanson Samuel Hodgetts Charles Luck William MacKune Ronald McLean Alfred Messenger Henry Oberholzer Edward Pepper Edward Potts Reginald Potts George Ross Charles Simmons Arthur Southern William Titt Charles Vigurs Samuel Walker John Whitaker | Turnen         | Mannschaftsmehrkampf            |
| Isabelle White | Wasserspringen | Turmspringen                    |

## Teilnehmer nach Sportarten

### Fechten
| Athlet | Disziplin         | Erste Runde       | Erste Runde       | Viertelfinale  | Viertelfinale  | Halbfinale     | Halbfinale     | Finale         | Finale         |
| Athlet | Disziplin         | Ergebnis          | Platz             | Ergebnis       | Platz          | Ergebnis       | Platz          | Ergebnis       | Platz          |
| --- | ----------------- | ----------------- | ----------------- | -------------- | -------------- | -------------- | -------------- | -------------- | -------------- |
| Gordon Alexander | Florett, Einzel   | 1 Verloren        | Erster            | 3 Verloren     | Vierter        | nicht erreicht | nicht erreicht | nicht erreicht | nicht erreicht |
| Gordon Alexander | Degen, Einzel     | 6 Verloren        | Siebter           | nicht erreicht | nicht erreicht | nicht erreicht | nicht erreicht | nicht erreicht | nicht erreicht |
| Gerald Ames | Degen, Einzel     | 2 Verloren        | Zweiter           | 2 Verloren     | Zweiter        | 3 Verloren     | Vierter        | nicht erreicht | nicht erreicht |
| Edgar Amphlett | Florett, Einzel   | 2 Verloren        | Zweiter           | 2 Verloren     | Dritter        | DNF            | DNF            | nicht erreicht | nicht erreicht |
| Edgar Amphlett | Degen, Einzel     | Freilos           | Freilos           | 2 Verloren     | Zweiter        | 4 Verloren     | Fünfter        | nicht erreicht | nicht erreicht |
| John Blake | Degen, Einzel     | 4 Verloren        | Fünfter           | nicht erreicht | nicht erreicht | nicht erreicht | nicht erreicht | nicht erreicht | nicht erreicht |
| Edward Brookfield | Säbel, Einzel     | 1 Gewonnen        | Dritter           | 3 Verloren     | Fünfter        | nicht erreicht | nicht erreicht | nicht erreicht | nicht erreicht |
| Harry Butterworth | Säbel, Einzel     | 1 Gewonnen        | Dritter           | 3 Verloren     | Vierter        | nicht erreicht | nicht erreicht | nicht erreicht | nicht erreicht |
| Ernest Stenson-Cooke | Florett, Einzel   | 4 Verloren        | Vierter           | nicht erreicht | nicht erreicht | nicht erreicht | nicht erreicht | nicht erreicht | nicht erreicht |
| Ernest Stenson-Cooke | Degen, Einzel     | 3 Verloren        | Vierter           | nicht erreicht | nicht erreicht | nicht erreicht | nicht erreicht | nicht erreicht | nicht erreicht |
| Archibald Corble | Säbel, Einzel     | 0 Gewonnen        | Vierter           | nicht erreicht | nicht erreicht | nicht erreicht | nicht erreicht | nicht erreicht | nicht erreicht |
| Percival Davson | Florett, Einzel   | 4 Verloren        | Fünfter           | nicht erreicht | nicht erreicht | nicht erreicht | nicht erreicht | nicht erreicht | nicht erreicht |
| Percival Davson | Degen, Einzel     | 4 Verloren        | Sechster          | nicht erreicht | nicht erreicht | nicht erreicht | nicht erreicht | nicht erreicht | nicht erreicht |
| Arthur Everitt | Degen, Einzel     | 1 Verloren        | Zweiter           | 4 Verloren     | Fünfter        | nicht erreicht | nicht erreicht | nicht erreicht | nicht erreicht |
| Arthur Fagan | Florett, Einzel   | 2 Verloren        | Zweiter           | 4 Verloren     | Fünfter        | nicht erreicht | nicht erreicht | nicht erreicht | nicht erreicht |
| Douglas Godfree | Säbel, Einzel     | 1 Gewonnen        | Vierter           | nicht erreicht | nicht erreicht | nicht erreicht | nicht erreicht | nicht erreicht | nicht erreicht |
| Martin Holt | Degen, Einzel     | 3 Verloren        | Zweiter           | 2 Verloren     | Dritter        | 2 Verloren     | Erster         | 0–7            | Achter         |
| Alfred Keene | Säbel, Einzel     | Freilos           | Freilos           | 2 Verloren     | Vierter        | nicht erreicht | nicht erreicht | nicht erreicht | nicht erreicht |
| William Marsh | Säbel, Einzel     | 1 Gewonnen        | Dritter           | 2 Verloren     | Dritter        | 1 Gewonnen     | Fünfter        | nicht erreicht | nicht erreicht |
| Alfred Ridley-Martin | Säbel, Einzel     | 2 Gewonnen        | Zweiter           | 4 Verloren     | Fünfter        | nicht erreicht | nicht erreicht | nicht erreicht | nicht erreicht |
| Sydney Martineau | Florett, Einzel   | 3 Verloren        | Vierter           | nicht erreicht | nicht erreicht | nicht erreicht | nicht erreicht | nicht erreicht | nicht erreicht |
| Sydney Martineau | Degen, Einzel     | 3 Verloren        | Vierter           | nicht erreicht | nicht erreicht | nicht erreicht | nicht erreicht | nicht erreicht | nicht erreicht |
| Robert Montgomerie | Florett, Einzel   | 1 Verloren        | Zweiter           | 2 Verloren     | Zweiter        | 2 Verloren     | Zweiter        | 0–7            | Achter         |
| Robert Montgomerie | Degen, Einzel     | 1 Verloren        | Erster            | 2 Verloren     | Zweiter        | 3 Verloren     | Vierter        | nicht erreicht | nicht erreicht |
| Edgar Seligman | Florett, Einzel   | 1 Verloren        | Erster            | 1 Verloren     | Zweiter        | 1 Verloren     | Erster         | 3–4            | Sechster       |
| Edgar Seligman | Degen, Einzel     | 1 Verloren        | Erster            | 2 Verloren     | Dritter        | 0 Verloren     | Erster         | 2–5            | Sechster       |
| Alfred Syson | Säbel, Einzel     | 1 Gewonnen        | Dritter           | 0 Verloren     | Erster         | 0 Gewonnen     | Dritter        | nicht erreicht | nicht erreicht |
| Charles Vanderbyl | Degen, Einzel     | Freilos           | Freilos           | 4 Verloren     | Fünfter        | nicht erreicht | nicht erreicht | nicht erreicht | nicht erreicht |
| Charles Vanderbyl | Säbel, Einzel     | 3 Gewonnen        | Erster            | 2 Verloren     | Zweiter        | 2 Gewonnen     | Vierter        | nicht erreicht | nicht erreicht |
| Edward Brookfield Harry Butterworth Archibald Corble Richard Crawshay Alfred Ridley-Martin William Marsh                | Säbel, Mannschaft | nicht ausgetragen | nicht ausgetragen | 1–0            | Erster         | 0–3            | Vierter        | nicht erreicht | nicht erreicht |
| Edgar Amphlett John Blake Percival Davson Arthur Everitt Martin Holt Sydney Martineau Robert Montgomerie Edgar Seligman | Degen, Mannschaft | nicht ausgetragen | nicht ausgetragen | 1–0            | Erster         | 2–1            | Zweiter        | 1–2            | Zweiter        |

### Fußball

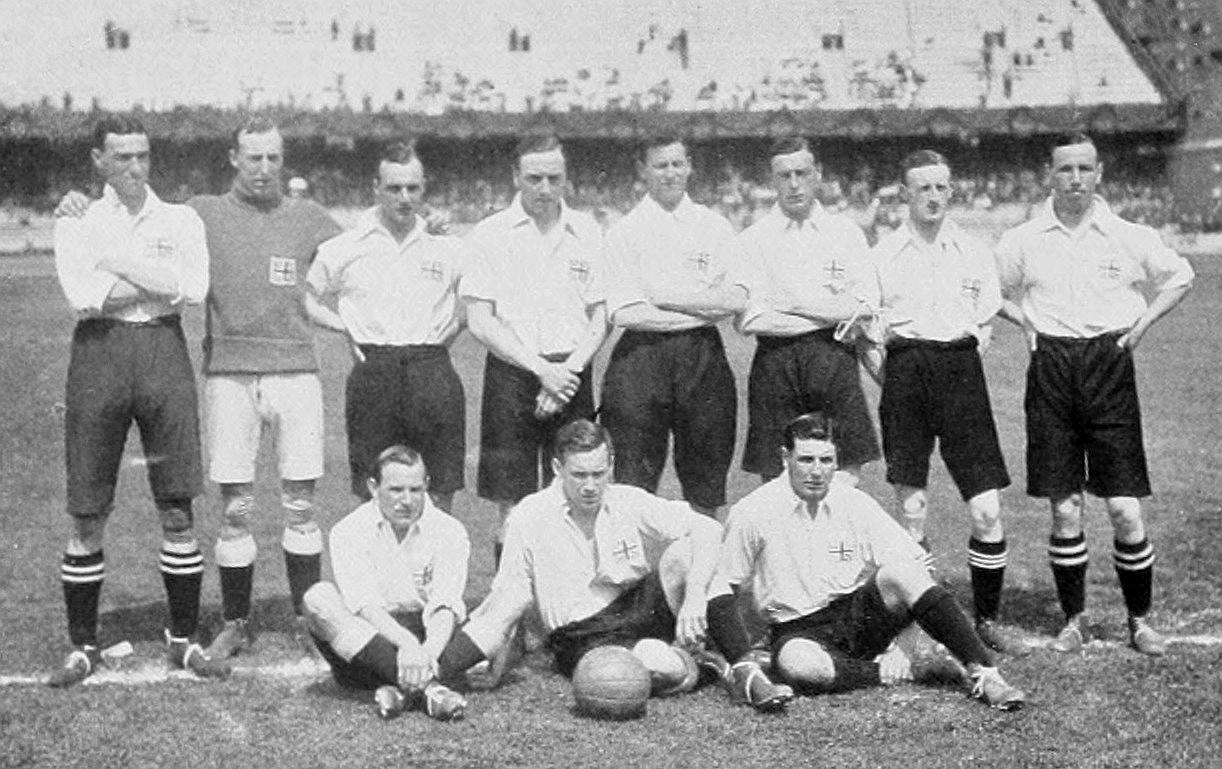
Die britische Fußballmannschaft bei den Olympischen Sommerspielen 1912

- Olympiasieger
Arthur Berry
Ronald Brebner (Torwart)
Thomas Burn
Joseph Dines
Edward Hanney
Gordon Hoare
Arthur Knight
Horace Littlewort
Douglas McWhirter
Ivan Sharpe
Harold Stamper
Harold Walden
Vivian Woodward
Gordon Wright
Trainer: Adrian Birch

### Leichtathletik
| Sidney Abrahams                                                       | Weitsprung                    | nicht ausgetragen | nicht ausgetragen | 6,74 m            | Zwölfter          | nicht erreicht  | nicht erreicht |                |                |
| Arthur Anderson                                                       | 100 m                         | 11,0 m            | Erster            | k. A.             | Fünfter           | nicht erreicht  | nicht erreicht |                |                |
| Arthur Anderson                                                       | 200 m                         | k. A.             | Zweiter           | DNF               | DNF               | nicht erreicht  | nicht erreicht |                |                |
| Gerard Anderson                                                       | 110 m Hürden                  | 18,6 s            | Zweiter           | DNF               | DNF               | nicht erreicht  | nicht erreicht |                |                |
| Willie Applegarth                                                     | 100 m                         | k. A.             | Zweiter           | k. A.             | Zweiter           | nicht erreicht  | nicht erreicht |                |                |
| Willie Applegarth                                                     | 200 m                         | 24,7 s            | Erster            | 21,9 s            | Erster            | 22,0 s          | Dritter        |                |                |
| Henry Ashington                                                       | Weitsprung                    | nicht ausgetragen | nicht ausgetragen | 6,78 m            | Zehnter           | nicht erreicht  | nicht erreicht |                |                |
| Henry Ashington                                                       | Standweitsprung               | nicht ausgetragen | nicht ausgetragen | 3,02 m            | 14.               | nicht erreicht  | nicht erreicht |                |                |
| Benjamin Howard Baker                                                 | Hochsprung                    | nicht ausgetragen | nicht ausgetragen | 1,83 m            | Erster            | 1,75 m          | Elfter         |                |                |
| Benjamin Howard Baker                                                 | Standhochsprung               | nicht ausgetragen | nicht ausgetragen | 1,35 m            | 16.               | nicht erreicht  | nicht erreicht |                |                |
| James Jeffrey Barker                                                  | 100 m                         | DNF               | DNF               | nicht erreicht    | nicht erreicht    | nicht erreicht  | nicht erreicht |                |                |
| Henry Barrett                                                         | Marathon                      | nicht ausgetragen | nicht ausgetragen | nicht ausgetragen | nicht ausgetragen | DNF             | DNF            |                |                |
| James Beale                                                           | Marathon                      | nicht ausgetragen | nicht ausgetragen | nicht ausgetragen | nicht ausgetragen | DNF             | DNF            |                |                |
| Henry Blakeney                                                        | 100 m                         | k. A.             | Vierter           | nicht erreicht    | nicht erreicht    | nicht erreicht  | nicht erreicht |                |                |
| Henry Blakeney                                                        | 110 m Hürden                  | 17,4 s            | Zweiter           | k. A.             | Dritter           | nicht erreicht  | nicht erreicht |                |                |
| Robert Bridge                                                         | 10.000 m Gehen                | nicht ausgetragen | nicht ausgetragen | DSQ               | DSQ               | nicht erreicht  | nicht erreicht |                |                |
| Robert Burton                                                         | 800 m                         | DNF               | DNF               | nicht erreicht    | nicht erreicht    | nicht erreicht  | nicht erreicht |                |                |
| Denis Carey                                                           | Hammerwurf                    | nicht ausgetragen | nicht ausgetragen | 43,78 m           | Sechster          | nicht erreicht  | nicht erreicht |                |                |
| Timothy Carroll                                                       | Dreisprung                    | nicht ausgetragen | nicht ausgetragen | 12,56 m           | 19.               | nicht erreicht  | nicht erreicht |                |                |
| Timothy Carroll                                                       | Hochsprung                    | nicht ausgetragen | nicht ausgetragen | 1,83 m            | Erster            | 1,80 m          | Neunter        |                |                |
| Joe Cottrill                                                          | 1500 m                        | nicht ausgetragen | nicht ausgetragen | k. A.             | Dritter           | nicht erreicht  | nicht erreicht |                |                |
| Joe Cottrill                                                          | Crosslauf, Einzelwertung      | nicht ausgetragen | nicht ausgetragen | nicht ausgetragen | nicht ausgetragen | DNF             | DNF            |                |                |
| Victor d’Arcy                                                         | 100 m                         | 11,2 s            | Erster            | k. A.             | 5                 | nicht erreicht  | nicht erreicht |                |                |
| Victor d’Arcy                                                         | 200 m                         | 22,9 s            | Zweiter           | k. A.             | Zweiter           | nicht erreicht  | nicht erreicht |                |                |
| Charles Davenport                                                     | Marathon                      | nicht ausgetragen | nicht ausgetragen | nicht ausgetragen | nicht ausgetragen | DNS             | DNS            |                |                |
| George Day                                                            | Marathon                      | nicht ausgetragen | nicht ausgetragen | nicht ausgetragen | nicht ausgetragen | DNS             | DNS            |                |                |
| Thomas Dumbill                                                        | 10.000 m Gehen                | nicht ausgetragen | nicht ausgetragen | 50:57,6 min       | Dritter           | DSQ             | DSQ            |                |                |
| Robert C. Duncan                                                      | 100 m                         | k. A.             | Dritter           | nicht erreicht    | nicht erreicht    | nicht erreicht  | nicht erreicht |                |                |
| Robert C. Duncan                                                      | 200 m                         | k. A.             | Zweiter           | DNF               | DNF               | nicht erreicht  | nicht erreicht |                |                |
| Septimus Francom                                                      | Marathon                      | nicht ausgetragen | nicht ausgetragen | nicht ausgetragen | nicht ausgetragen | DNF             | DNF            |                |                |
| Ernest Glover                                                         | 5000 m                        | nicht ausgetragen | nicht ausgetragen | 16:09,1 min       | Zweiter           | DNS             | DNS            |                |                |
| Ernest Glover                                                         | 10.000 m                      | nicht ausgetragen | nicht ausgetragen | 35:12,2 min       | Fünfter           | DNS             | DNS            |                |                |
| Ernest Glover                                                         | Crosslauf, Einzelwertung      | nicht ausgetragen | nicht ausgetragen | nicht ausgetragen | nicht ausgetragen | 49:53,7 min     | 16.            |                |                |
| Harry Green                                                           | Marathon                      | nicht ausgetragen | nicht ausgetragen | nicht ausgetragen | nicht ausgetragen | 2:52:11,4 min   | 14.            |                |                |
| Ernest Haley                                                          | 200 m                         | k. A.             | Vierter           | nicht erreicht    | nicht erreicht    | nicht erreicht  | nicht erreicht |                |                |
| Ernest Haley                                                          | 400 m                         | 1:06,6 min        | Erster            | DNF               | DNF               | nicht erreicht  | nicht erreicht |                |                |
| Albert Hare                                                           | 1500 m                        | nicht ausgetragen | nicht ausgetragen | 4:39,4 min        | Dritter           | nicht erreicht  | nicht erreicht |                |                |
| Walter Henderson                                                      | Diskuswurf                    | nicht ausgetragen | nicht ausgetragen | 33,61 m           | 32.               | nicht erreicht  | nicht erreicht |                |                |
| Ernest Henley                                                         | 400 m                         | k. A.             | Zweiter           | k. A.             | Sechster          | nicht erreicht  | nicht erreicht |                |                |
| Ernest Henley                                                         | 800 m                         | 1:57,6 min        | Erster            | k. A.             | Sechster-Neunter  | nicht erreicht  | nicht erreicht |                |                |
| Frederick Hibbins                                                     | 5000 m                        |                   |                   | 15:27,6 min       | Dritter           | k. A.           | Achter-Elfter  |                |                |
| Frederick Hibbins                                                     | 10.000 m                      | nicht ausgetragen | nicht ausgetragen | DNF               | DNF               | nicht erreicht  | nicht erreicht |                |                |
| Frederick Hibbins                                                     | Crosslauf, Einzelwertung      | nicht ausgetragen | nicht ausgetragen | nicht ausgetragen | nicht ausgetragen | 49:18,2 min     | 15.            |                |                |
| Frederick Hulford                                                     | 800 m                         | k. A.             | Zweiter           | DNF               | DNF               | nicht erreicht  | nicht erreicht |                |                |
| Frederick Hulford                                                     | 1500 m                        | nicht ausgetragen | nicht ausgetragen | k. A.             | Fünfter-Sechster  | nicht erreicht  | nicht erreicht |                |                |
| Thomas Humphreys                                                      | 10.000 m                      | nicht ausgetragen | nicht ausgetragen | DNF               | DNF               | nicht erreicht  | nicht erreicht |                |                |
| Thomas Humphreys                                                      | Crosslauf, Einzelwertung      | nicht ausgetragen | nicht ausgetragen | nicht ausgetragen | nicht ausgetragen | 50:28,0 min     | 18.            |                |                |
| George Hutson                                                         | 5000 m                        | nicht ausgetragen | nicht ausgetragen | 15:29,0 min       | Dritter           | 15:07,6 min     | Dritter        |                |                |
| Arnold Jackson                                                        | 1500 m                        | nicht ausgetragen | nicht ausgetragen | 4:10,8 min        | Erster            | 3:56,8 min (OR) | Olympiasieger  |                |                |
| David Jacobs                                                          | 100 m                         | 10,8 s (OR)       | Erster            | k. A.             | Zweiter           | nicht erreicht  | nicht erreicht |                |                |
| David Jacobs                                                          | 200 m                         | 23,2 s            | Erster            | k. A.             | Zweiter           | nicht erreicht  | nicht erreicht |                |                |
| Tim Kellaway                                                          | Marathon                      | nicht ausgetragen | nicht ausgetragen | nicht ausgetragen | nicht ausgetragen | DNF             | DNF            |                |                |
| Philip Kingsford                                                      | Weitsprung                    | nicht ausgetragen | nicht ausgetragen | 6,65 m            | 15.               | nicht erreicht  | nicht erreicht |                |                |
| Philip Kingsford                                                      | Standweitsprung               | nicht ausgetragen | nicht ausgetragen | 2,75 m            | 19.               | nicht erreicht  | nicht erreicht |                |                |
| George Lee                                                            | 5000 m                        | nicht ausgetragen | nicht ausgetragen | k. A.             | Vierter           | nicht erreicht  | nicht erreicht |                |                |
| George Lee                                                            | 10.000 m                      | nicht ausgetragen | nicht ausgetragen | DNF               | DNF               | nicht erreicht  | nicht erreicht |                |                |
| Henry Lewis                                                           | Marathon                      | nicht ausgetragen | nicht ausgetragen | nicht ausgetragen | nicht ausgetragen | Did not start   | Did not start  |                |                |
| Edgar Lloyd                                                           | Marathon                      | nicht ausgetragen | nicht ausgetragen | nicht ausgetragen | nicht ausgetragen | 3:09:25,0 h     | 25.            |                |                |
| Frederick Lord                                                        | Marathon                      | nicht ausgetragen | nicht ausgetragen | nicht ausgetragen | nicht ausgetragen | 3:01:39,2 h     | 21.            |                |                |
| Henry Macintosh                                                       | 100 m                         | k. A.             | Dritter           | nicht erreicht    | nicht erreicht    | nicht erreicht  | nicht erreicht |                |                |
| Henry Macintosh                                                       | 200 m                         | k. A.             | Zweiter           | DNF               | DNF               | nicht erreicht  | nicht erreicht |                |                |
| Duncan Macmillan                                                      | 100 m                         | k. A.             | Fünfter           | nicht erreicht    | nicht erreicht    | nicht erreicht  | nicht erreicht |                |                |
| Duncan Macmillan                                                      | 200 m                         | k. A.             | Zweiter           | k. A.             | Fünfter           | nicht erreicht  | nicht erreicht |                |                |
| Percy Mann                                                            | 800 m                         | 1:56,0 m          | Erster            | k. A.             | Sechster          | nicht erreicht  | nicht erreicht |                |                |
| William Moore                                                         | 1500 m                        | nicht ausgetragen | nicht ausgetragen | 4:11,2 min        | Dritter           | nicht erreicht  | nicht erreicht |                |                |
| George Nicol                                                          | 400 m                         | 50,0 s            | Erster            | k. A.             | Dritter           | nicht erreicht  | nicht erreicht |                |                |
| Philip Noel-Baker                                                     | 800 m                         | DNF               | DNF               | nicht erreicht    | nicht erreicht    | nicht erreicht  | nicht erreicht |                |                |
| Philip Noel-Baker                                                     | 1500 m                        | nicht ausgetragen | nicht ausgetragen | 4:26,0 min        | Zweiter           | 4:01,0 min      | Sechster       |                |                |
| Thomas O’Donahue                                                      | Hochsprung                    | nicht ausgetragen | nicht ausgetragen | 1,70 m            | 23.               | nicht erreicht  | nicht erreicht |                |                |
| Edward Owen                                                           | 1500 m                        | nicht ausgetragen | nicht ausgetragen | DNF               | DNF               | nicht erreicht  | nicht erreicht |                |                |
| William Palmer                                                        | 10.000 m Gehen                | nicht ausgetragen | nicht ausgetragen | 51:21,0 min       | Fünfter           | DNF             | DNF            |                |                |
| Alan Patterson                                                        | 400 m                         | k. A.             | Fünfter           | nicht erreicht    | nicht erreicht    | nicht erreicht  | nicht erreicht |                |                |
| Alan Patterson                                                        | 800 m                         | DNF               | DNF               | nicht erreicht    | nicht erreicht    | nicht erreicht  | nicht erreicht |                |                |
| Cyril Porter                                                          | 5000 m                        | nicht ausgetragen | nicht ausgetragen | 16:23,4 min       | Dritter           | k. A.           | Achter-Elfter  |                |                |
| Kenneth Powell                                                        | 110 m Hürden                  | 15,6 s            | Erster            | 15,6 s            | Erster            | 15,5 s          | Fünfter        |                |                |
| Patrick Quinn                                                         | Kugelstoßen                   | nicht ausgetragen | nicht ausgetragen | 12,53 m           | Achter            | nicht erreicht  | nicht erreicht |                |                |
| Samuel Raynes                                                         | Marathon                      | nicht ausgetragen | nicht ausgetragen | nicht ausgetragen | nicht ausgetragen | DNS             | DNS            |                |                |
| Richard Rice                                                          | 100 m                         | 11,4 s            | Erster            | k. A.             | Dritter           | nicht erreicht  | nicht erreicht |                |                |
| Richard Rice                                                          | 200 m                         | 23,0 s            | Zweiter           | DNF               | DNF               | nicht erreicht  | nicht erreicht |                |                |
| Charles Ruffell                                                       | 1500 m                        | nicht ausgetragen | nicht ausgetragen | DNF               | DNF               | nicht erreicht  | nicht erreicht |                |                |
| Charles Ruffell                                                       | 5000 m                        | nicht ausgetragen | nicht ausgetragen | DNF               | DNF               | nicht erreicht  | nicht erreicht |                |                |
| Charles Ruffell                                                       | 10.000 m                      | nicht ausgetragen | nicht ausgetragen | DNF               | DNF               | nicht erreicht  | nicht erreicht |                |                |
| William Scott                                                         | 10.000 m                      | nicht ausgetragen | nicht ausgetragen | 32:55,2 min       | Zweiter           | DNF             | DNF            |                |                |
| William Scott                                                         | Crosslauf, Einzelwertung      | nicht ausgetragen | nicht ausgetragen | nicht ausgetragen | nicht ausgetragen | DNF             | DNF            |                |                |
| Cyril Seedhouse                                                       | 200 m                         | k. A.             | Zweiter           | k. A.             | Dritter           | nicht erreicht  | nicht erreicht |                |                |
| Cyril Seedhouse                                                       | 400 m                         | 51,5 s            | Erster            | DNF               | DNF               | nicht erreicht  | nicht erreicht |                |                |
| James Soutter                                                         | 400 m                         | k. A.             | Zweiter           | k. A.             | Dritter           | nicht erreicht  | nicht erreicht | nicht erreicht | nicht erreicht |
| James Soutter                                                         | 800 m                         | 2:00,4 min        | Erster            | DNF               | DNF               | nicht erreicht  | nicht erreicht |                |                |
| Arnold Treble                                                         | 5000 m                        | nicht ausgetragen | nicht ausgetragen | DNF               | DNF               | nicht erreicht  | nicht erreicht |                |                |
| Arthur Townsend                                                       | Marathon                      | nicht ausgetragen | nicht ausgetragen | nicht ausgetragen | nicht ausgetragen | 3:00:05,0 h     | 19.            |                |                |
| George Wallach                                                        | 10.000 m                      | nicht ausgetragen | nicht ausgetragen | DNF               | DNF               | nicht erreicht  | nicht erreicht |                |                |
| Ernest Webb                                                           | 10.000 m Gehen                | nicht ausgetragen | nicht ausgetragen | 47:25,4 min       | Zweiter           | 46:50,4 min     | Zweiter        |                |                |
| Joseph Wells                                                          | 200 m                         | k. A.             | Dritter           | nicht erreicht    | nicht erreicht    | nicht erreicht  | nicht erreicht |                |                |
| Joseph Wells                                                          | 400 m                         | 1:01,2 min        | Zweiter           | DNF               | DNF               | nicht erreicht  | nicht erreicht |                |                |
| William Yates                                                         | 10.000 m Gehen                | nicht ausgetragen | nicht ausgetragen | 49:43,6 min       | Erster            | DSQ             | DSQ            |                |                |
| Richard Yorke                                                         | 800 m                         | k. A.             | Dritter           | nicht erreicht    | nicht erreicht    | nicht erreicht  | nicht erreicht |                |                |
| Richard Yorke                                                         | 1500 m                        | nicht ausgetragen | nicht ausgetragen | k. A.             | Vierter           | nicht erreicht  | nicht erreicht |                |                |
| Ernest Glover Frederick Hibbins Thomas Humphreys                      | Crosslauf, Mannschaftswertung | nicht ausgetragen | nicht ausgetragen | nicht ausgetragen | nicht ausgetragen | 49.             | Dritter        |                |                |
| Willie Applegarth Victor d’Arcy David Jacobs Henry Macintosh          | 4 × 100 m Staffel             | 45,0 s            | Erster            | 43,0 s (OR)       | Erster            | 42,4 s          | Olympiasieger  |                |                |
| Ernest Henley George Nicol Cyril Seedhouse James Soutter              | 4 × 400 m Staffel             | nicht ausgetragen | nicht ausgetragen | 3:19,0 min (OR)   | Erster            | 3:23,2 min      | Dritter        |                |                |
| William Cottrill George Hutson William Moore Edward Owen Cyril Porter | 3000 m Mannschaft             | nicht ausgetragen | nicht ausgetragen | Sechster          | Erster            | 23.             | Dritter        |                |                |

### Moderner Fünfkampf
| Athlet          | Pistolenschießen | Pistolenschießen | Schwimmen   | Schwimmen | Degenfechten | Degenfechten | Degenfechten | Springreiten | Springreiten | Springreiten | Querfeldeinlauf | Querfeldeinlauf | Gesamtpunkte | Platz   |
| Athlet          | Treffer          | Punkte           | Zeit        | Punkte    | Siege        | Touches      | Punkte       | Strafpunkte  | Zeit         | Punkte       | Zeit            | Punkte          | Gesamtpunkte | Platz   |
| --------------- | ---------------- | ---------------- | ----------- | --------- | ------------ | ------------ | ------------ | ------------ | ------------ | ------------ | --------------- | --------------- | ------------ | ------- |
| Ralph Clilverd  | 172              | 13               | 4:58,4 min  | 1         | 16           | 16           | 9            | 81           | 15:46,4 min  | 23           | 24:06,2 min     | 18              | 63           | Neunter |
| Hugh Durant     | 191              | 4                | 10:07,0 min | 28        | 17           | 19           | 7            | 5            | 10:00,4 min  | 18           | 24:37,5 min     | 21              | 78           | 18.     |
| Douglas Godfree | 166              | 16               | 5:54,0 min  | 6         | 12           | 15           | 17           | 0            | 11:43,9 min  | 11           | 22:08,3 min     | 13              | 63           | Neunter |

### Radsport
| Athlet                                                     | Disziplin                  | Finale       | Finale  |
| Athlet                                                     | Disziplin                  | Zeit         | Platz   |
| ---------------------------------------------------------- | -------------------------- | ------------ | ------- |
| George Corsar                                              | Einzelzeitfahren (320 km)  | 13:51:22,8 h | 86.     |
| Charles Davey                                              | Einzelzeitfahren (320 km)  | 11:47:26,3 h | 39.     |
| Bernhard Doyle                                             | Einzelzeitfahren (320 km)  | 13:42:11,8 h | 85.     |
| Herbert Gayler                                             | Einzelzeitfahren (320 km)  | 11:39:01,8 h | 30.     |
| Arthur Gibbon                                              | Einzelzeitfahren (320 km)  | 11:46:00,2 h | 38.     |
| Arthur Griffiths                                           | Einzelzeitfahren (320 km)  | 14:15:24,0 h | 90.     |
| Frederick Grubb                                            | Einzelzeitfahren (320 km)  | 10:51:24,2 h | Zweiter |
| Francis Guy                                                | Einzelzeitfahren (320 km)  | 12:32:19,4 h | 71.     |
| William Hammond                                            | Einzelzeitfahren (320 km)  | 11:29:16,8 h | 22.     |
| Francis Higgins                                            | Einzelzeitfahren (320 km)  | 11:45:44,5 h | 37.     |
| Charles Hill                                               | Einzelzeitfahren (320 km)  | 11:57:56,5 h | 49.     |
| Stanley Jones                                              | Einzelzeitfahren (320 km)  | 11:36:40,6 h | 29.     |
| John Kirk                                                  | Einzelzeitfahren (320 km)  | DNF          | DNF     |
| Ralph Mecredy                                              | Einzelzeitfahren (320 km)  | 13:03:39,0 h | 80.     |
| Leon Meredith                                              | Einzelzeitfahren (320 km)  | 11:00:02,6 h | Vierter |
| Ernest Merlin                                              | Einzelzeitfahren (320 km)  | 12:16:08,6 h | 59.     |
| John Miller                                                | Einzelzeitfahren (320 km)  | 11:44:01,6 h | 35.     |
| Charles Moss                                               | Einzelzeitfahren (320 km)  | 11:23:55,8 h | 18.     |
| David Stevenson                                            | Einzelzeitfahren (320 km)  | 11:52:55,0 h | 41.     |
| James Stevenson                                            | Einzelzeitfahren (320 km)  | 12:27:50,8 h | 69.     |
| Arthur Stokes                                              | Einzelzeitfahren (320 km)  | DNF          | DNF     |
| Robert Thompson                                            | Einzelzeitfahren (320 km)  | 11:31:16,0 h | 24.     |
| John Walker                                                | Einzelzeitfahren (320 km)  | 13:15:50,2 h | 81.     |
| Michael Walker                                             | Einzelzeitfahren (320 km)  | 12:27:49,9 h | 68.     |
| Matthew Walsh                                              | Einzelzeitfahren (320 km)  | 13:31:17,0 h | 82.     |
| John Wilson                                                | Einzelzeitfahren (320 km)  | 11:21:43,0 h | 16.     |
| Frederick Grubb William Hammond Leon Meredith Charles Moss | Mannschaftsfahren (320 km) | 44:44:39,4 h | Zweiter |
| Francis Guy Ralph Mecredy John Walker Michael Walker       | Mannschaftsfahren (320 km) | 51:19:38,5 h | Elfter  |
| John Miller David Stevenson Robert Thompson John Wilson    | Mannschaftsfahren (320 km) | 46:29:55,6 h | Vierter |

### Reiten
| Athlet                                                        | Pferd                              | Disziplin                  | Geländeritt | Geländeritt | Querfeldein | Querfeldein | Hindernis | Hindernis | Jagdspringen  | Jagdspringen  | Dressur       | Dressur       | Gesamt | Gesamt |
| Athlet                                                        | Pferd                              | Disziplin                  | Punkte      | Platz       | Punkte      | Platz       | Punkte    | Platz     | Punkte        | Platz         | Punkte        | Platz         | Punkte | Platz  |
| ------------------------------------------------------------- | ---------------------------------- | -------------------------- | ----------- | ----------- | ----------- | ----------- | --------- | --------- | ------------- | ------------- | ------------- | ------------- | ------ | ------ |
| Paul Kenna                                                    | Harmony                            | Vielseitigkeit, Einzel     | 10,00       | Erster      | 10,00       | Erster      | 9,40      | 16.       | DSQ           | DSQ           | Zurückgezogen | Zurückgezogen | DNF    | DNF    |
| Bryan Lawrence                                                | Patrick                            | Vielseitigkeit, Einzel     | 10,00       | Erster      | 9,85        | 14.         | DNF       | DNF       | Zurückgezogen | Zurückgezogen | Zurückgezogen | Zurückgezogen | DNF    | DNF    |
| Edward Radcliffe-Nash                                         | The Flea                           | Vielseitigkeit, Einzel     | 10,00       | Erster      | 9,69        | 17.         | 8,60      | 19.       | 8,20          | 17.           | DNS           | DNS           | DNF    | DNF    |
| Herbert Scott                                                 | Wisper II                          | Vielseitigkeit, Einzel     | 10,00       | Erster      | 10,00       | Erster      | DSQ       | DSQ       | Zurückgezogen | Zurückgezogen | Zurückgezogen | Zurückgezogen | DNF    | DNF    |
| Paul Kenna Edward Radcliffe-Nash Herbert Scott Bryan Lawrence | Harmony The Flea Wisper II Patrick | Vielseitigkeit, Mannschaft | 30,00       |             | 29,69       |             | DNF       | DNF       | DNF           | DNF           | DNF           | DNF           | DNF    | DNF    |

| Athlet                | Pferd    | Disziplin            | Finale      | Finale  |
| Athlet                | Pferd    | Disziplin            | Strafpunkte | Platz   |
| --------------------- | -------- | -------------------- | ----------- | ------- |
| Herbert Scott         | Shamrock | Springreiten, Einzel | 6           | Vierter |
| Paul Kenna            | Harmony  | Springreiten, Einzel | 28          | 27.     |
| Edward Radcliffe-Nash | The Flea | Springreiten, Einzel | 37          | 29.     |

### Ringen
| Athlet           | Disziplin                    | Erste Runde          | Zweite Runde        | Dritte Runde       | Vierte Runde    | Fünfte Runde    | Sechste Runde   | Siebte Runde      | Finale                  | Finale                  | Finale                  | Finale |
| Athlet           | Disziplin                    | Gegner Ergebnis      | Gegner Ergebnis     | Gegner Ergebnis    | Gegner Ergebnis | Gegner Ergebnis | Gegner Ergebnis | Gegner Ergebnis   | Match A Gegner Ergebnis | Match B Gegner Ergebnis | Match C Gegner Ergebnis | Rank   |
| ---------------- | ---------------------------- | -------------------- | ------------------- | ------------------ | --------------- | --------------- | --------------- | ----------------- | ----------------------- | ----------------------- | ----------------------- | ------ |
| Edgar Bacon      | Mittelgewicht (bis 75 kg)    | Asikainen Verloren   | Lundsten Verloren   | nicht erreicht     | nicht erreicht  | nicht erreicht  | nicht erreicht  | nicht erreicht    | nicht erreicht          | nicht erreicht          | nicht erreicht          | 26.    |
| Stanley Bacon    | Mittelgewicht (bis 75 kg)    | Polis Verloren       | Asikainen Verloren  | nicht erreicht     | nicht erreicht  | nicht erreicht  | nicht erreicht  | nicht erreicht    | nicht erreicht          | nicht erreicht          | nicht erreicht          | 26.    |
| Edward Barrett   | Schwergewicht (über 82,5 kg) | Jensen Verloren      | Farnest Gewonnen    | Backenius Verloren | nicht erreicht  | nicht erreicht  | nicht erreicht  | nicht ausgetragen | nicht erreicht          | nicht erreicht          | nicht erreicht          | 9.     |
| Percy Cockings   | Federgewicht (bis 60 kg)     | Lehmusvirta Verloren | Leivonen Verloren   | nicht erreicht     | nicht erreicht  | nicht erreicht  | nicht erreicht  | nicht erreicht    | nicht erreicht          | nicht erreicht          | nicht erreicht          | 26.    |
| Arthur Gould     | Leichtgewicht (bis 67,5 kg)  | Márkus Verloren      | DNS                 | nicht erreicht     | nicht erreicht  | nicht erreicht  | nicht erreicht  | nicht erreicht    | nicht erreicht          | nicht erreicht          | nicht erreicht          | 47.    |
| William Hayes    | Leichtgewicht (bis 67,5 kg)  | Kaplur Verloren      | Pukkila Verloren    | nicht erreicht     | nicht erreicht  | nicht erreicht  | nicht erreicht  | nicht erreicht    | nicht erreicht          | nicht erreicht          | nicht erreicht          | 31.    |
| William Lupton   | Leichtgewicht (bis 67,5 kg)  | Frydenlund Verloren  | Balej Verloren      | nicht erreicht     | nicht erreicht  | nicht erreicht  | nicht erreicht  | nicht erreicht    | nicht erreicht          | nicht erreicht          | nicht erreicht          | 31.    |
| George MacKenzie | Federgewicht (bis 60 kg)     | Miezīts Gewonnen     | Pereira Verloren    | DNS                | nicht erreicht  | nicht erreicht  | nicht erreicht  | nicht erreicht    | nicht erreicht          | nicht erreicht          | nicht erreicht          | 24.    |
| Robert Phelps    | Leichtgewicht (bis 67,5 kg)  | Björklund Verloren   | Lund Verloren       | nicht erreicht     | nicht erreicht  | nicht erreicht  | nicht erreicht  | nicht erreicht    | nicht erreicht          | nicht erreicht          | nicht erreicht          | 31.    |
| Noel Rhys        | Mittelgewicht (bis 75 kg)    | Tirkkonen Verloren   | Toduschek Verloren  | nicht erreicht     | nicht erreicht  | nicht erreicht  | nicht erreicht  | nicht erreicht    | nicht erreicht          | nicht erreicht          | nicht erreicht          | 26.    |
| William Ruff     | Leichtgewicht (bis 67,5 kg)  | Balej Verloren       | Frydenlund Verloren | nicht erreicht     | nicht erreicht  | nicht erreicht  | nicht erreicht  | nicht erreicht    | nicht erreicht          | nicht erreicht          | nicht erreicht          | 31.    |
| Alfred Taylor    | Federgewicht (bis 60 kg)     | Öberg Verloren       | Åkesson Verloren    | nicht erreicht     | nicht erreicht  | nicht erreicht  | nicht erreicht  | nicht erreicht    | nicht erreicht          | nicht erreicht          | nicht erreicht          | 26.    |

### Rudern

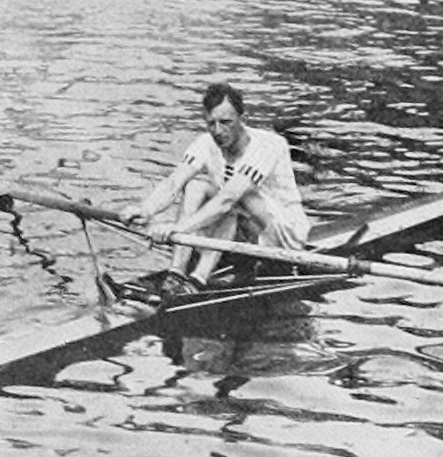
William Kinnear bei den Olympischen Sommerspielen 1912

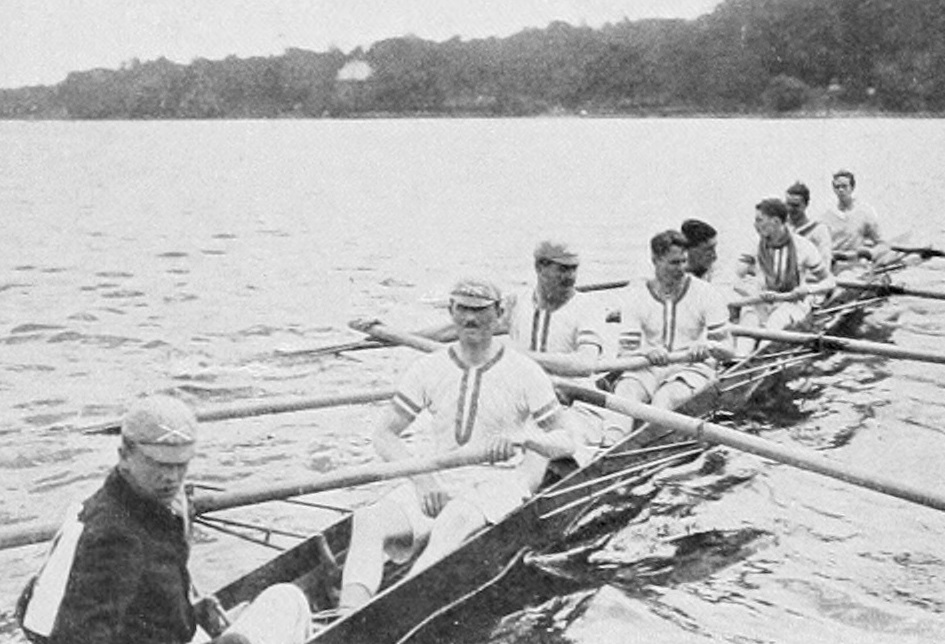
Der britische Achter des Leander Clubs wurde Olympiasieger

| Athlet | Disziplin                        | Vorrunde   | Vorrunde | Viertelfinale | Viertelfinale | Halbfinale | Halbfinale | Finale     | Finale        |
| Athlet | Disziplin                        | Result     | Platz    | Result        | Platz         | Result     | Platz      | Result     | Platz         |
| --- | -------------------------------- | ---------- | -------- | ------------- | ------------- | ---------- | ---------- | ---------- | ------------- |
| William Kinnear | Einer                            | 7:44,0 min | Erster   | 7:49,9 min    | Erster        | 7:37,0 min | Erster     | 7:47,3 min | Olympiasieger |
| Julius Beresford Geoffrey Carr (Steuermann) Bruce Logan Charles Rought Karl Vernon                                                                        | Vierer mit Steuermann (Ausleger) | 7:27,0 min | Erster   | 7:14,5 min    | Erster        | 7:04,8 min | Erster     | k. A.      | Zweiter       |
| Robert Bourne Beaufort Burdekin William Fison Thomas Gillespie Charles Littlejohn William Parker Frederick Pitman John Walker (Steuermann) Arthur Wiggins | Achter                           | 6:42,5 min | Erster   | 6:19,0 min    | Erster        | 7:47,0 min | Erster     | 6:19,2 min | Zweiter       |
| Edgar Burgess Philip Fleming Stanley Garton James Angus Gillan Ewart Horsfall Alister Kirby Sidney Swann Henry Wells (Steuermann) Leslie Wormwald         | Achter                           | 6:22,2 min | Erster   | 6:10,2 min    | Erster        | 6:16,2 min | Erster     | 6:15,7 min | Olympiasieger |

### Schießen
| Athlet                                                                                    | Disziplin                                           | Finale   | Finale        |
| Athlet                                                                                    | Disziplin                                           | Ergebnis | Platz         |
| ----------------------------------------------------------------------------------------- | --------------------------------------------------- | -------- | ------------- |
| Alfred Black                                                                              | Tontaubenschießen                                   | 11       | 53.           |
| Henry Burr                                                                                | Armeegewehr 600 m                                   | 87       | Zehnter       |
| Harry Burt                                                                                | Kleinkaliber 50 m                                   | 192.     | Dritter       |
| Harry Burt                                                                                | Kleinkaliber 25 m – Verschwindendes Ziel            | 222      | Neunter       |
| John Butt                                                                                 | Tontaubenschießen                                   | 84       | 17.           |
| Robert Davies                                                                             | Armeegewehr 600 m                                   | 78       | 37.           |
| Robert Davies                                                                             | Armeegewehr Dreistellungskampf                      | 81       | 39.           |
| Hugh Durant                                                                               | Beliebige Scheibenpistole 50 m                      | 433      | 20.           |
| Arthur Fulton                                                                             | Armeegewehr 600 m                                   | 87       | Neunter       |
| Arthur Fulton                                                                             | Armeegewehr Dreistellungskampf                      | 92       | Sechster      |
| John Goodwin                                                                              | Tontaubenschießen                                   | 10       | 56.           |
| David Griffiths                                                                           | Kleinkaliber 50 m                                   | 184      | 24.           |
| David Griffiths                                                                           | Kleinkaliber 25 m – Verschwindendes Ziel            | 192      | 29.           |
| William Grosvenor                                                                         | Tontaubenschießen                                   | 85       | 16.           |
| Harold Humby                                                                              | Tontaubenschießen                                   | 88       | Vierter       |
| Peter Jones                                                                               | Beliebige Scheibenpistole 50 m                      | 417      | 32.           |
| Francis Kemp                                                                              | Kleinkaliber 50 m                                   | 190      | Fünfter       |
| Francis Kemp                                                                              | Kleinkaliber 25 m – Verschwindendes Ziel            | 206      | 23.           |
| Albert Kempster                                                                           | Beliebige Scheibenpistole 50 m                      | 426      | 24.           |
| Edward Lessimore                                                                          | Kleinkaliber 50 m                                   | 192      | Vierter       |
| Edward Lessimore                                                                          | Kleinkaliber 25 m – Verschwindendes Ziel            | 218      | Zwölfter      |
| Langford Lloyd                                                                            | Armeegewehr Dreistellungskampf                      | 74       | 57.           |
| Alexander Maunder                                                                         | Tontaubenschießen                                   | 13       | 45.           |
| William McClure                                                                           | Armeegewehr Dreistellungskampf                      | 68       | 69.           |
| William McClure                                                                           | Beliebige Scheibenpistole 50 m                      | 411      | 35.           |
| William McClure                                                                           | Schnellfeuerpistole 30 m                            | 180      | 41.           |
| William Milne                                                                             | Kleinkaliber 50 m                                   | 193      | Zweiter       |
| William Milne                                                                             | Kleinkaliber 25 m – Verschwindendes Ziel            | 212      | 22.           |
| Robert Murray                                                                             | Kleinkaliber 50 m                                   | 190      | Sechster      |
| Robert Murray                                                                             | Kleinkaliber 25 m – Verschwindendes Ziel            | 228      | Fünfter       |
| Harcourt Ommundsen                                                                        | Armeegewehr 600 m                                   | 88       | Siebter       |
| Charles Palmer                                                                            | Tontaubenschießen                                   | 82       | 21.           |
| Edward Parnell                                                                            | Armeegewehr 600 m                                   | 84       | 18.           |
| Edward Parnell                                                                            | Armeegewehr Dreistellungskampf                      | 75       | 56.           |
| Joseph Pepé                                                                               | Kleinkaliber 50 m                                   | 187      | 14.           |
| Joseph Pepé                                                                               | Kleinkaliber 25 m – Verschwindendes Ziel            | 231      | Vierter       |
| William Pimm                                                                              | Kleinkaliber 50 m                                   | 189      | Zehnter       |
| William Pimm                                                                              | Kleinkaliber 25 m – Verschwindendes Ziel            | 225      | Siebter       |
| George Pinchard                                                                           | Tontaubenschießen                                   | 33       | 39.           |
| Philip Plater                                                                             | Armeegewehr 600 m                                   | 90       | Fünfter       |
| Philip Plater                                                                             | Armeegewehr Dreistellungskampf                      | 49       | 86.           |
| Horatio Poulter                                                                           | Beliebige Scheibenpistole 50 m                      | 461      | Sechster      |
| James Reid                                                                                | Armeegewehr 600 m                                   | 86       | 13.           |
| Philip Richardson                                                                         | Armeegewehr 600 m                                   | 79       | 33.           |
| Philip Richardson                                                                         | Armeegewehr Dreistellungskampf                      | 69       | 65.           |
| John Sedgewick                                                                            | Armeegewehr 600 m                                   | 80       | 31.           |
| John Sedgewick                                                                            | Armeegewehr Dreistellungskampf                      | 81       | 38.           |
| Edward Skilton                                                                            | Armeegewehr 600 m                                   | 85       | 16.           |
| John Somers                                                                               | Armeegewehr 600 m                                   | 74       | 46.           |
| John Somers                                                                               | Armeegewehr Dreistellungskampf                      | 75       | 54.           |
| Charles Stewart                                                                           | Beliebige Scheibenpistole 50 m                      | 470      | Dritter       |
| William Styles                                                                            | Kleinkaliber 50 m                                   | 179      | 27.           |
| William Styles                                                                            | Kleinkaliber 25 m – Verschwindendes Ziel            | 216      | 13.           |
| Edward Tickell                                                                            | Beliebige Scheibenpistole 50 m                      | 387      | 45.           |
| Fleetwood Varley                                                                          | Armeegewehr 600 m                                   | 81       | 27.           |
| Fleetwood Varley                                                                          | Armeegewehr Dreistellungskampf                      | 76       | 50.           |
| George Whitaker                                                                           | Tontaubenschießen                                   | 38       | 29.           |
| Hugh Durant Albert Kempster Horatio Poulter Charles Stewart                               | Militärrevolver 30 m Mannschaft                     | 1107     | Dritter       |
| Hugh Durant Albert Kempster Horatio Poulter Charles Stewart                               | Pistole 50 m Mannschaft                             | 1804     | Dritter       |
| Edward Lessimore Robert Murray Joseph Pepé William Pimm                                   | Kleinkaliber 50 m – Mannschaft                      | 762      | Olympiasieger |
| William Milne Joseph Pepé William Pimm William Styles                                     | Kleinkaliber 25 m – Verschwindendes Ziel Mannschaft | 917      | Zweiter       |
| John Butt William Grosvenor Harold Humby Alexander Maunder Charles Palmer George Whitaker | Tontaubenschießen Mannschaft                        | 511      | Zweiter       |
| Henry Burr Arthur Fulton Harcourt Ommundsen Edward Parnell James Reid Edward Skilton      | Armeegewehr Mannschaft                              | 1602     | Zweiter       |

### Schwimmen
| Athlet                                                     | Disziplin          | Vorläufe          | Vorläufe          | Viertelfinale     | Viertelfinale     | Halbfinale        | Halbfinale        | Finale          | Finale          |
| Athlet                                                     | Disziplin          | Zeit              | Platz             | Zeit              | Platz             | Zeit              | Platz             | Zeit            | Platz           |
| ---------------------------------------------------------- | ------------------ | ----------------- | ----------------- | ----------------- | ----------------- | ----------------- | ----------------- | --------------- | --------------- |
| Männer                                                     |                    |                   |                   |                   |                   |                   |                   |                 |                 |
| Carlyle Atkinson                                           | 200 m Brust        | nicht ausgetragen | nicht ausgetragen | 3:12,0 min        | Erster            | 3:15,2 min        | Fünfter           | nicht erreicht  | nicht erreicht  |
| Thomas Battersby                                           | 400 m Freistil     | nicht ausgetragen | nicht ausgetragen | 6:03,6 min        | Erster            | 5:51,2 min        | Fünfter           | nicht erreicht  | nicht erreicht  |
| Thomas Battersby                                           | 1500 m Freistil    | nicht ausgetragen | nicht ausgetragen | 23:58,0 min       | Zweiter           | k. A.             | Vierter           | nicht erreicht  | nicht erreicht  |
| Percy Courtman                                             | 200 m Brust        | nicht ausgetragen | nicht ausgetragen | 3:09,8 min        | Zweiter           | 3:09,4 min        | Dritter           | 3:08,8 min      | Vierter         |
| Percy Courtman                                             | 400 m Brust        | nicht ausgetragen | nicht ausgetragen | 6:43,8 min (OR)   | Erster            | 6:36,6 min        | Dritter           | 6:36,4 min      | Dritter         |
| John Derbyshire                                            | 100 m Freistil     | 1:09,2 min        | Dritter           | nicht erreicht    | nicht erreicht    | nicht erreicht    | nicht erreicht    | nicht erreicht  | nicht erreicht  |
| William Foster                                             | 400 m Freistil     | nicht ausgetragen | nicht ausgetragen | 5:52,4 min        | Vierter           | 5:49,0 min        | Dritter           | nicht erreicht  | nicht erreicht  |
| William Foster                                             | 1500 m Freistil    | nicht ausgetragen | nicht ausgetragen | 23:52,2 min       | Zweiter           | 23:32,2 min       | Dritter           | nicht erreicht  | nicht erreicht  |
| Herbert Haresnape                                          | 100 m Rücken       | nicht ausgetragen | nicht ausgetragen | 1:27,0 min        | Erster            | 1:26,8 min        | Dritter           | nicht erreicht  | nicht erreicht  |
| John Hatfield                                              | 400 m Freistil     | nicht ausgetragen | nicht ausgetragen | 5:35,6 min        | Zweiter           | 5:25,6 min        | Zweiter           | 5:25,8 min      | Zweiter         |
| John Hatfield                                              | 1500 m Freistil    | nicht ausgetragen | nicht ausgetragen | 23:16,6 min       | Zweiter           | 22:33,4 min       | Zweiter           | 22:39,0 min     | Zweiter         |
| George Innocent                                            | 200 m Brust        | nicht ausgetragen | nicht ausgetragen | DSQ               | DSQ               | nicht erreicht    | nicht erreicht    | nicht erreicht  | nicht erreicht  |
| George Innocent                                            | 400 m Brust        | nicht ausgetragen | nicht ausgetragen | 7:07,8 min        | Zweiter           | DNF               | DNF               | nicht erreicht  | nicht erreicht  |
| Paul Radmilovic                                            | 100 m Freistil     | 1:10,4 min        | Zweiter           | 1:19,0 min        | Fünfter           | nicht erreicht    | nicht erreicht    | nicht erreicht  | nicht erreicht  |
| Frank Sandon                                               | 100 m Rücken       | nicht ausgetragen | nicht ausgetragen | 1:31,8 min        | Zweiter           | 1:32,2 min        | Vierter           | nicht erreicht  | nicht erreicht  |
| Henry Taylor                                               | 400 m Freistil     | nicht ausgetragen | nicht ausgetragen | 5:48,4 min        | Zweiter           | 5:48,2 min        | Fünfter           | nicht erreicht  | nicht erreicht  |
| Henry Taylor                                               | 1500 m Freistil    | nicht ausgetragen | nicht ausgetragen | 24:06,4 min       | Dritter           | DNF               | DNF               | nicht erreicht  | nicht erreicht  |
| George Webster                                             | 100 m Rücken       | nicht ausgetragen | nicht ausgetragen | 1:29,4 min        | Zweiter           | k. A.             | Sechster          | nicht erreicht  | nicht erreicht  |
| Thomas Battersby William Foster Jack Hatfield Henry Taylor | 4 × 200 m Freistil | nicht ausgetragen | nicht ausgetragen | nicht ausgetragen | nicht ausgetragen | 10:39,4 min       | Dritte            | 10:28,6 min     | Dritter         |
| Athlet                                                     | Disziplin          | Vorläufe          | Vorläufe          | Viertelfinale     | Viertelfinale     | Halbfinale        | Halbfinale        | Finale          | Finale          |
| Athlet                                                     | Disziplin          | Zeit              | Platz             | Zeit              | Platz             | Zeit              | Platz             | Zeit            | Platz           |
| Frauen                                                     |                    |                   |                   |                   |                   |                   |                   |                 |                 |
| Daisy Curwen                                               | 100 m Freistil     | nicht ausgetragen | nicht ausgetragen | 1:23,6 min (OR)   | Erste             | 1:26,8 min        | Zweite            | DNS             | DNS             |
| Jennie Fletcher                                            | 100 m Freistil     | nicht ausgetragen | nicht ausgetragen | 1:26,2 min        | Zweite            | 1:27,2 min        | Zweite            | 1:27,0 min      | Dritte          |
| Mary Langford                                              | 100 m Freistil     | nicht ausgetragen | nicht ausgetragen | 1:28,0 min        | Zweite            | 1:29,2 min        | Fünfte            | nicht erreicht  | nicht erreicht  |
| Isabella Moore                                             | 100 m Freistil     | nicht ausgetragen | nicht ausgetragen | 1:29,8 min (OR)   | Erste             | 1:27,4 min        | Vierte            | nicht erreicht  | nicht erreicht  |
| Annie Speirs                                               | 100 m Freistil     | nicht ausgetragen | nicht ausgetragen | 1:25,6 min        | Zweite            | 1:27,0 min        | Dritte            | 1:27,4 min      | Fünfte          |
| Irene Steer                                                | 100 m Freistil     | nicht ausgetragen | nicht ausgetragen | 1:27,2 min        | Erste             | DSQ               | DSQ               | nicht erreicht  | nicht erreicht  |
| Jennie Fletcher Isabella Moore Annie Speirs Irene Steer    | 4 × 100 m Freistil | nicht ausgetragen | nicht ausgetragen | nicht ausgetragen | nicht ausgetragen | nicht ausgetragen | nicht ausgetragen | 5:52,8 min (WR) | Olympiasiegerin |

### Tauziehen
| Athleten | Disziplin | Finale                | Finale  |
| Athleten | Disziplin | Gegner Ergebnis       | Platz   |
| --- | --------- | --------------------- | ------- |
| Alexander Munro James Shepherd John Sewell Joseph Dowler Edwin Mills Frederick Humphreys Mathias Hynes Walter Chaffe | Männer    | Schweden Verloren 0-2 | Zweiter |

### Tennis
| Männer                                |               |                                          |                                                     |                                                  |                                                     |                                                   |               |
| Herbert Roper Barrett                 | Einzel, Halle | Freilos                                  | Setterwall Verloren 4-6, 6-1, 6-4, 6-8, 6-4         | nicht erreicht                                   | nicht erreicht                                      | nicht erreicht                                    | Neunter       |
| Alfred Beamish                        | Einzel, Halle | Germot Verloren 4-6, 6-2, 4-6, 6-2, 6-4  | nicht erreicht                                      | nicht erreicht                                   | nicht erreicht                                      | nicht erreicht                                    | 16.           |
| George Caridia                        | Einzel, Halle | Frans Möller Gewonnen 6-2, 7-5, 3-6, 6-4 | Gore Gewonnen 6-2, 9-7, 7-5                         | Wilding Verloren 6-1, 6-2, 6-2                   | nicht erreicht                                      | nicht erreicht                                    | Fünfter       |
| Charles Dixon                         | Einzel, Halle | Freilos                                  | Mavrogordato Gewonnen 6-2, 9-7, 4-6, 10-8           | Robětín Gewonnen 6-2, 6-4, 6-1                   | Wilding Gewonnen 6-0, 4-6, 6-4, 6-4                 | Gobert Verloren 8-6, 6-4, 6-4                     | Zweiter       |
| Arthur Gore                           | Einzel, Halle | Leffler Gewonnen 7-5, 6-4, 7-5           | Caridia Verloren 6-2, 9-7, 7-5                      | nicht erreicht                                   | nicht erreicht                                      | nicht erreicht                                    | Neunter       |
| Arthur Lowe                           | Einzel, Halle | Boström Gewonnen 5-7, 6-4, 6-4, 6-4      | Germot Gewonnen 6-4, 3-6, 6-1, 6-4                  | Gobert Verloren 6-1, 6-1, 6-3                    | nicht erreicht                                      | nicht erreicht                                    | Fünfter       |
| Gordon Lowe                           | Einzel, Halle | Freilos                                  | Wennergren Gewonnen 6-4, 6-1, 6-4                   | Setterwall Gewonnen 6-4, 1-6, 6-3, 8-6           | Gobert Verloren 6-4, 10-8, 2-6, 2-6, 6-2            | Wilding Gewonnen 4-6, 6-2, 7-5, 6-0               | Vierter       |
| Theodore Mavrogordato                 | Einzel, Halle | Freilos                                  | Dixon Verloren 6-2, 9-7, 4-6, 10-8                  | nicht erreicht                                   | nicht erreicht                                      | nicht erreicht                                    | Neunter       |
| Herbert Roper Barrett Arthur Gore     | Doppel, Halle | nicht ausgetragen                        | Freilos                                             | Benckert & Boström Gewonnen 7-5, 6-4, 6-1        | Kempe & Setterwall Verloren 4-6, 3-6, 6-1, 6-4, 6-3 | Beamish & Dixon Verloren 6-2, 0-6, 10-8, 2-6, 6-3 | Vierter       |
| Alfred Beamish Charles Dixon          | Doppel, Halle | nicht ausgetragen                        | Freilos                                             | Freilos                                          | Germot & Gobert Verloren 6-3, 6-1, 6-2              | Barrett & Gore Gewonnen 6-2, 0-6, 10-8, 2-6, 6-3  | Dritter       |
| George Caridia Theodore Mavrogordato  | Doppel, Halle | nicht ausgetragen                        | Setterwall & Kempe Verloren 6-4, 4-6, 6-8, 6-2, 6-3 | nicht erreicht                                   | nicht erreicht                                      | nicht erreicht                                    | Siebter       |
| Arthur Lowe Gordon Lowe               | Doppel, Halle | nicht ausgetragen                        | Nylén & Wennergren Gewonnen 9-7, 11-9, 6-2          | Germot & Gobert Verloren 3-6, 6-8, 6-4, 6-2, 6-3 | nicht erreicht                                      | nicht erreicht                                    | Fünfter       |
| Athleten                              | Disziplin     |                                          | Achtelfinale                                        | Viertelfinale                                    | Halbfinale                                          | Finale                                            | Finale        |
| Athleten                              | Disziplin     | Gegner Ergebnis                          | Gegner Ergebnis                                     | Gegner Ergebnis                                  | Gegner Ergebnis                                     | Rank                                              |               |
| Frauen                                |               |                                          |                                                     |                                                  |                                                     |                                                   |               |
| Helen Aitchison                       | Einzel, Halle | nicht ausgetragen                        | Freilos                                             | Castenschiold Verloren 2-6, 6-2, 6-1             | nicht erreicht                                      | nicht erreicht                                    | Fünfter       |
| Edith Hannam                          | Einzel, Halle | nicht ausgetragen                        | Freilos                                             | Arnheim Gewonnen 7-5, 6-1                        | Parton Gewonnen 7-5, 6-2                            | Castenschiold Gewonnen 6-4, 6-3                   | Olympiasieger |
| Mabel Parton                          | Einzel, Halle | nicht ausgetragen                        | Cederschiöld Gewonnen 6-0, 6-1                      | Freilos                                          | Hannam Verloren 7-5, 6-2                            | Fick Gewonnen 6-3, 6-3                            | Dritter       |
| Athleten                              | Disziplin     |                                          | Achtelfinale                                        | Viertelfinale                                    | Halbfinale                                          | Finale                                            | Finale        |
| Athleten                              | Disziplin     | Gegner Ergebnis                          | Gegner Ergebnis                                     | Gegner Ergebnis                                  | Gegner Ergebnis                                     | Rank                                              |               |
| Mixed                                 |               |                                          |                                                     |                                                  |                                                     |                                                   |               |
| Helen Aitchison Herbert Roper Barrett | Mixed, Halle  | nicht ausgetragen                        | Arnheim & Nylén Gewonnen 6-2, 6-4                   | Castenschiold & Larsen Gewonnen 6-0, 6-3         | Fick & Setterwall Gewonnen 3-6, 6-1, 6-2            | Dixon & Hannam Verloren 4-6, 6-3, 6-2             | Zweiter       |
| Charles Dixon Edith Hannam            | Mixed, Halle  | nicht ausgetragen                        | Freilos                                             | Mavrogordato & Parton Gewonnen 6-3, 6-0          | Cederschiöld & Kempe Gewonnen 6-2, 6-2              | Aitchison & Barrett Gewonnen 4-6, 6-3, 6-2        | Olympiasieger |
| Theodore Mavrogordato Mabel Parton    | Mixed, Halle  | nicht ausgetragen                        | Hay & Möller Gewonnen 6-3, 6-0                      | Dixon & Hannam Verloren 6-3, 6-0                 | nicht erreicht                                      | nicht erreicht                                    | Fünfter       |

### Turnen
| Athlet | Disziplin            | Finale   | Finale  |
| Athlet | Disziplin            | Ergebnis | Platz   |
| --- | -------------------- | -------- | ------- |
| William Cowhig | Einzelmehrkampf      | 104,50   | 29.     |
| Leonard Hanson | Einzelmehrkampf      | 121,25   | 12.     |
| Samuel Hodgetts | Einzelmehrkampf      | 108,50   | 25.     |
| Reginald Potts | Einzelmehrkampf      | 101,75   | 32.     |
| Charles Simmons | Einzelmehrkampf      | 105,50   | 28.     |
| John Whitaker | Einzelmehrkampf      | 111,25   | 21      |
| Albert Betts William Cowhig Sidney Cross Harry Dickason Herbert Drury Bernard Franklin Leonard Hanson Samuel Hodgetts Charles Luck William MacKune Ronald McLean Alfred Messenger Henry Oberholzer Edward Pepper Edward Potts Reginald Potts George Ross Charles Simmons Arthur Southern William Titt Charles Vigurs Samuel Walker John Whitaker | Mannschaftsmehrkampf | 36,90    | Dritter |

### Wasserball
| Athleten | Disziplin | Viertelfinale      | Halbfinale      | Finale          | Trostrunde Halbfinale | Trostrunde Finale | Spiel um Silber 1 | Spiel um Silber 2 | Spiel um Platz 2  | Rank          |
| Athleten | Disziplin | Gegner Ergebnis    | Gegner Ergebnis | Gegner Ergebnis | Gegner Ergebnis       | Gegner Ergebnis   | Gegner Ergebnis   | Gegner Ergebnis   | Gegner Ergebnis   | Rank          |
| --- | --------- | ------------------ | --------------- | --------------- | --------------------- | ----------------- | ----------------- | ----------------- | ----------------- | ------------- |
| Isaac Bentham Charles Bugbee George Cornet Arthur Edwin Hill Paul Radmilovic Charles Sydney Smith George Wilkinson | Männer    | Gewonnen 7–5 n. V. | Gewonnen 6–3    | Gewonnen 8–0    | nicht ausgetragen     | nicht ausgetragen | nicht ausgetragen | nicht ausgetragen | nicht ausgetragen | Olympiasieger |

### Wasserspringen
| Athlet         | Disziplin                                  | Vorrunde     | Vorrunde | Finale         | Finale         |
| Athlet         | Disziplin                                  | Ergebnis     | Platz    | Ergebnis       | Platz          |
| -------------- | ------------------------------------------ | ------------ | -------- | -------------- | -------------- |
| Männer         |                                            |              |          |                |                |
| Herbert Pott   | Kunstspringen 1 m und 3 m                  | 73,94 Punkte | Vierter  | 71,45 Punkte   | Sechster       |
| George Yvon    | Turmspringen (einfach und zusammengesetzt) | 65,7 Punkte  | Zweiter  | 67,66 Punkte   | Fünfter        |
| George Yvon    | Turmspringen einfach (5 und 10 m)          | 35,2 Punkte  | Dritter  | nicht erreicht | nicht erreicht |
| Frauen         |                                            |              |          |                |                |
| Isabelle White | Turmspringen                               | 33,9 Punkte  | Dritte   | 34.            | Dritte         |